# Evangelische Kirche Talle

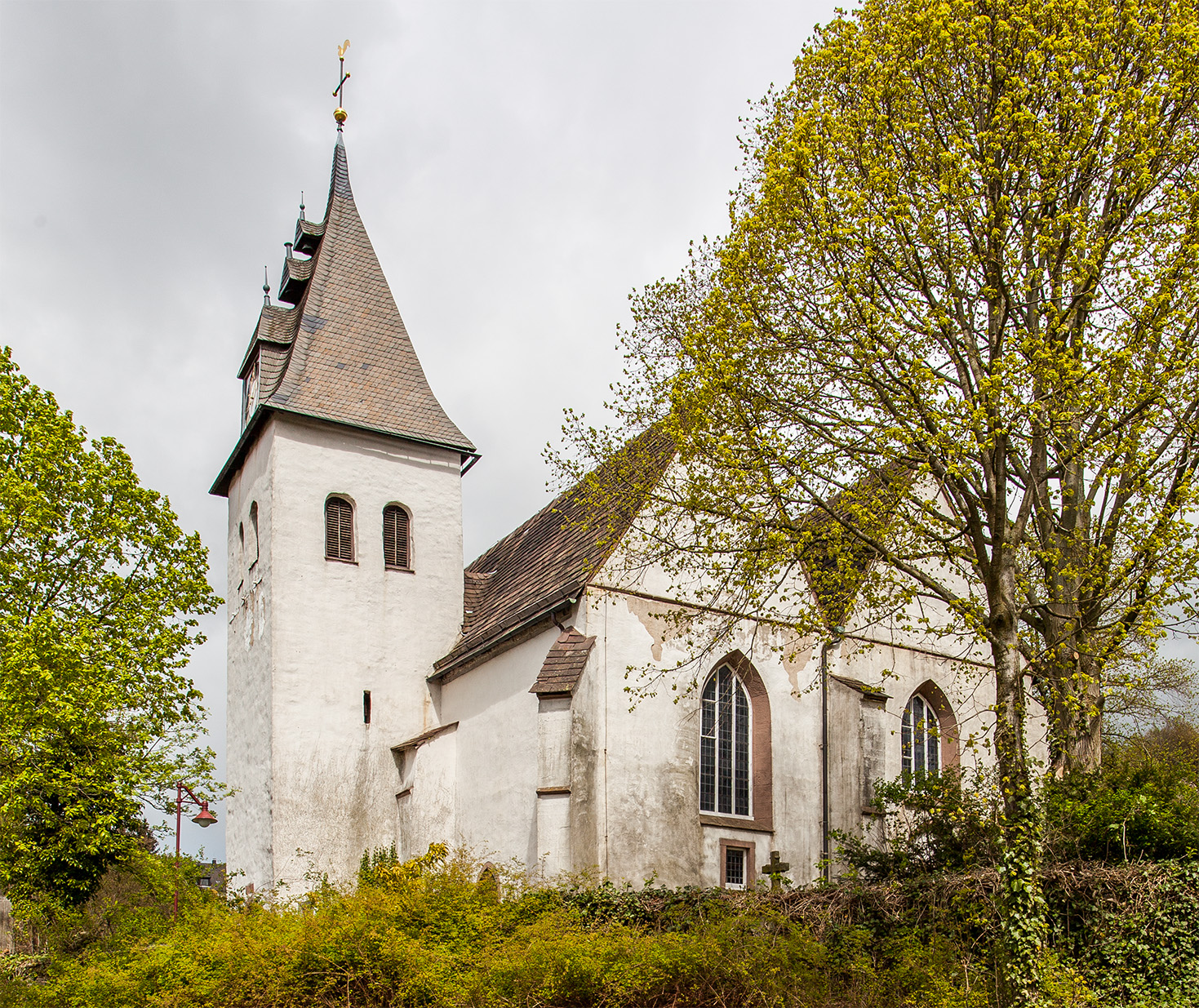
Evangelisch reformierte Pfarrkirche in Talle

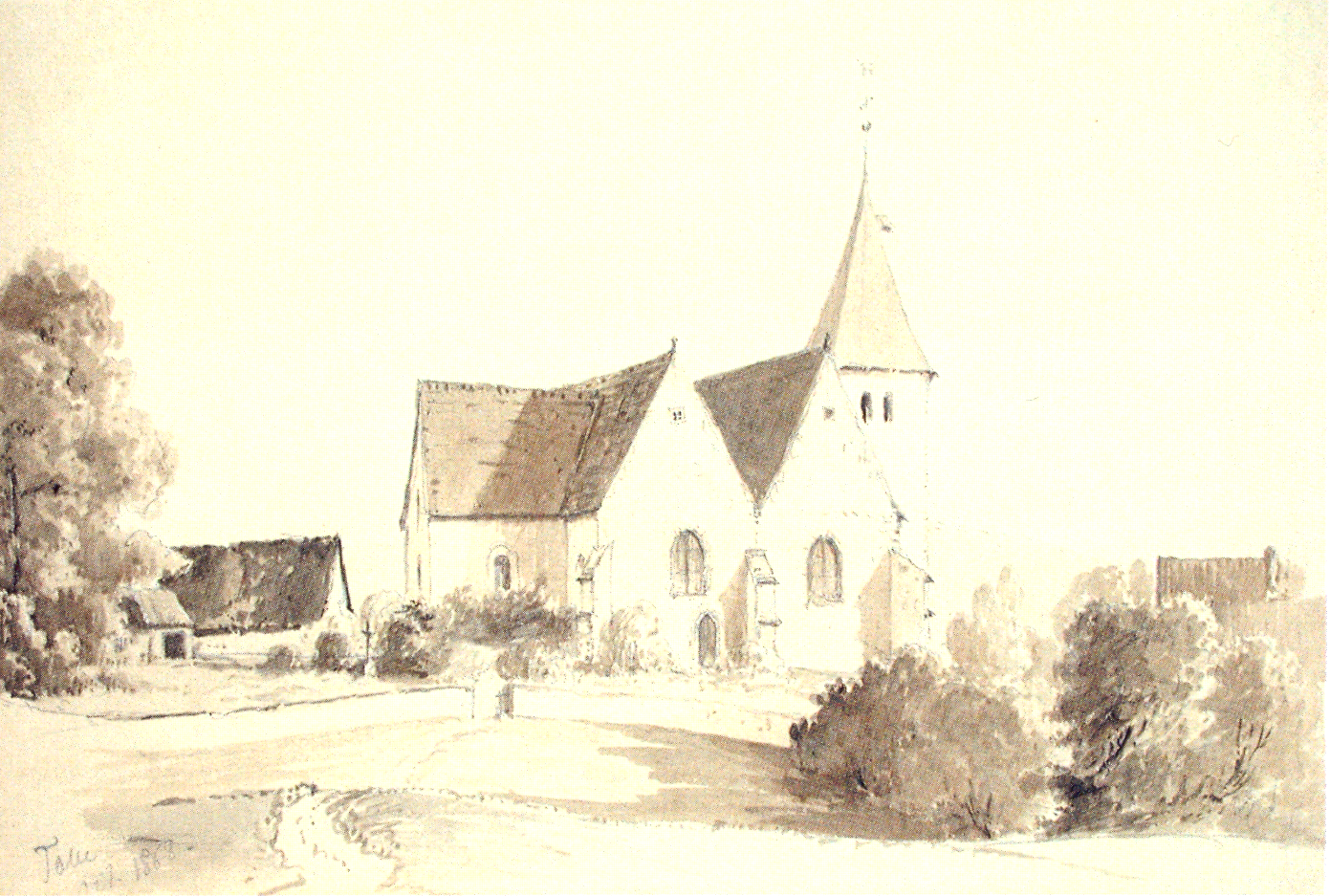
Evangelische reformierte Kirche gezeichnet von Emil Zeiß 1868

Die evangelisch-reformierte Pfarrkirche, im Volksmund auch Petruskirche, ist ein denkmalgeschütztes Kirchengebäude in Talle, einem Ortsteil der Gemeinde Kalletal im Kreis Lippe (Nordrhein-Westfalen).
Das Gebäude ist eine zweijochige Hallenkirche. Es wurde von 1482 bis 1492 errichtet. Der Westturm stammt von einer Vorgängerkirche um 1100. Der Außenbau ist durch steile Quersatteldächer gegliedert. An der Ostwand des Nordschiffes ist eine Skulptur des Hl. Petrus angebracht. Im Langhaus ruhen Kreuzrippengewölbe auf Achteckpfeilern. Das Chorgewölbe weist keine Rippen auf. Auf dem um die Kirche angelegten Friedhof stehen 42 barocke und klassizistische Grabsteine.